# Aéroport international de New York - John-F.-Kennedy
Pour les articles homonymes, voir Aéroport de New York, Kennedy et JFK.
L'aéroport international de New York - John-F.-Kennedy (en anglais : John. F. Kennedy International Airport), souvent abrégé en New York-Kennedy ou encore JFK (code IATA : JFK • code OACI : KJFK), est un aéroport international américain desservant New York et sa région.
Tenant son nom de John Fitzgerald Kennedy, 35e président des États-Unis, il est situé dans la partie sud-est de l'arrondissement du Queens, sur la baie de Jamaica, à 19 kilomètres de Manhattan et 26 kilomètres du centre-ville. Il est le onzième aéroport mondial, avec plus de 55 millions de passagers qui en font usage en 2022, ainsi que le premier aéroport américain quant au nombre de passagers pour les vols internationaux. En 2009, il est le dix-huitième aéroport au monde quant aux mouvements d'avions, avec 416 945 atterrissages et décollages.
L'aéroport s'étend sur 20 km2 (4 930 acres) qui comprennent 3,6 km2 (880 acres) dans la zone du terminal central (Central Terminal Area ou CTA). L'aéroport appartient à la ville de New York et sa gestion est confiée à la Port Authority of New York and New Jersey (PANYNJ), qui gère aussi les deux autres aéroports de New York, soit l'aéroport LaGuardia de New York et l'aéroport international Liberty de Newark. L'aéroport est une plate-forme de correspondance importante pour plusieurs compagnies aériennes américaines dont American Airlines, Delta Air Lines et JetBlue Airways.

## Histoire
La construction de l'aéroport commence en avril 1942, l'aéroport de LaGuardia, ouvert en 1939, étant déjà presque saturé. Les premiers vols commerciaux ont lieu le 1er juillet 1948. Baptisé New York International Airport (aéroport international de New York) le 31 juillet 1948, plus communément appelé Idlewild Airport (aéroport Idlewild, du nom de la résidence de luxe et du parcours de golf attenant précédemment situés à son emplacement), il est rebaptisé le 24 décembre 1963 sur demande du maire et du conseil municipal de New York après l'assassinat de John F. Kennedy. Il est aujourd'hui communément appelé Kennedy ou JFK.
En 1962 a lieu l'ouverture du terminal Worldport par la Pan Am, aujourd'hui le terminal 3, ainsi que le terminal TWA Flight Center pour la Trans World Airlines, dessiné par l'architecte Eero Saarinen, aujourd'hui le terminal 5.

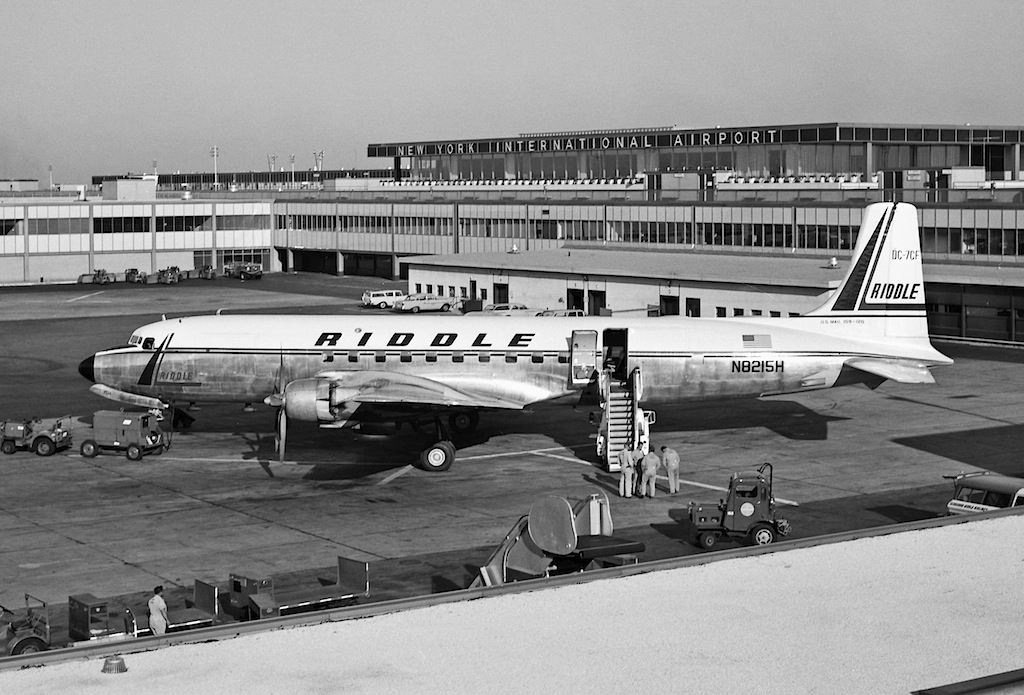
L'aéroport en 1962.
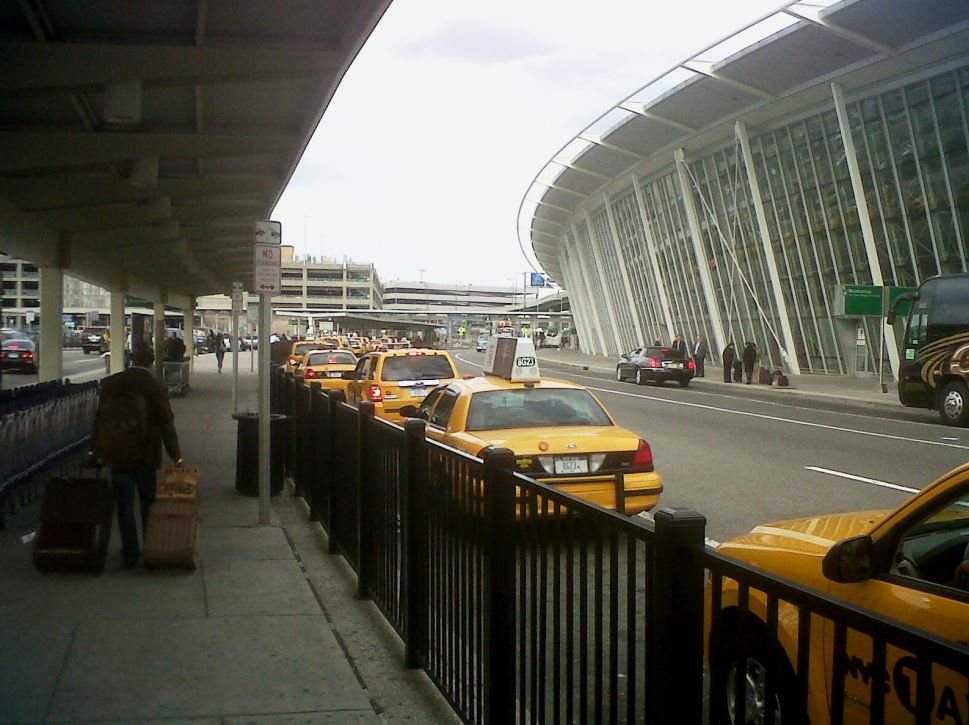
Les taxis jaunes à l'aéroport JFK.
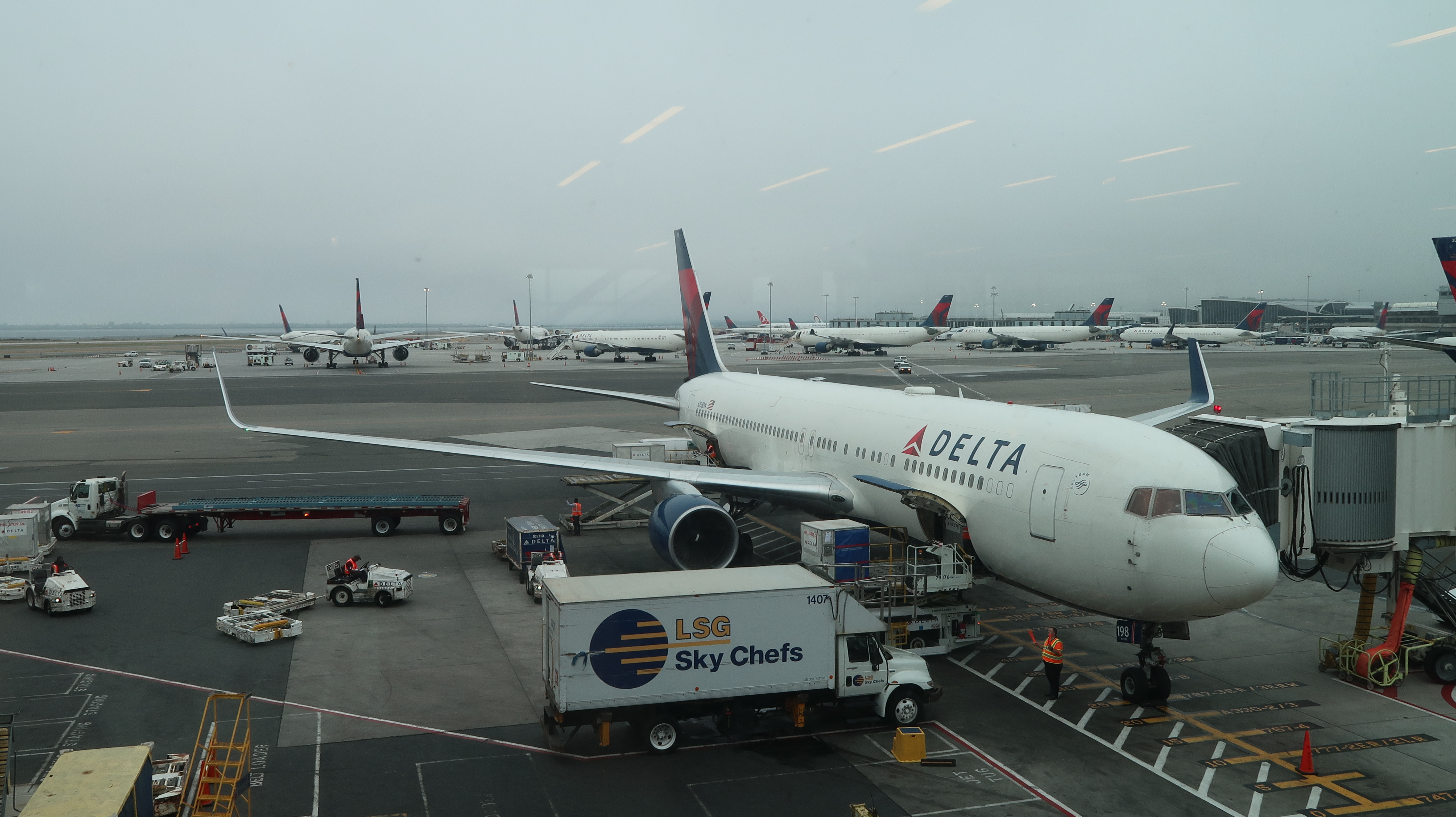
Boeing 767 de la compagnie Delta Air Lines au terminal 4.

1970 voit l'ouverture du terminal Sundrome par National Airlines dessiné par la firme Pei Cobb Freed & Partners, aujourd'hui le terminal 6. De 1977 à 2003, Air France et British Airways exploitent des vols transatlantiques avec le Concorde.
Au milieu des années 1980, l'aéroport international John-F.-Kennedy devient l'aéroport le plus fréquenté de New York, passant devant l'aéroport international Liberty de Newark. En 1998, début de la construction du train rapide reliant les différents terminaux, l'AirTrain JFK, qui se termine en 2003. Le 19 mars 2007, JFK est le premier aéroport américain à recevoir la visite de l'Airbus A380 avec à son bord plus de 500 passagers dans le cadre d'essais.
Le 1er août 2008, JFK reçoit son premier vol commercial d'un Airbus A380, d'Emirates, sur la ligne New York - Dubaï.

## Accès

Plan digramme de l'aéroport.

L'AirTrain JFK permet aux passagers d'accéder au métro de New York via la Long Island Railroad et de nombreuses lignes de bus relient aussi l'aéroport au métro de New York. Les passagers peuvent opter pour les célèbres taxis jaunes de New York : le prix d'une course pour aller à Manhattan s'élève à un montant fixe de 45 $, sans le pourboire et les péages. Enfin les automobilistes peuvent utiliser l'autoroute 678.

## Situation

### Carte des aéroports dans l'État de New York
Note: Newark-Liberty n'est pas techniquement situé dans l'État de New York mais figure sur cette carte.

| \| 50 km1:1 725 000 \| Albany Binghamton Buffalo · Niagara Elmira/Corning Ithaca Long · Island LaGuardia Newburgh · Stewart Niagara · Falls Newark JFK Plattsburgh Rochester Syracuse Watertown Westchester |
| 50 km1:1 725 000 |

### Carte des 30 principaux aéroports américains
| \| 500 km1:17 479 000 \| Atlanta Los Angeles Chicago · O'Hare Chicago · Midway Dallas · Fort Worth New York · JFK Newark · Liberty New York-LaGuardia Denver San Francisco Charlotte Las Vegas Phoenix Miami Houston Seattle Orlando Minneapolis · Saint-Paul Boston Détroit Philadelphie Fort Lauderdale · Hollywood Baltimore Washington · R. Reagan Washington · Dulles Salt Lake City San Diego Honolulu Tampa Portland |
| 500 km1:17 479 000 |

## Distinctions
L'aéroport international John-F.-Kennedy est élu meilleur aéroport nord-américain à la cérémonie des World Travel Awards en 2008.

## Au cinéma
L'aéroport est le théâtre du film Le Terminal (2004) de Steven Spielberg, bien qu'il soit filmé à l'aéroport Mirabel, près de Montréal.

## Dans les jeux vidéo
L'aéroport apparaît dans la série de jeux Grand Theft Auto sous le nom de Francis International Airport.

## Compagnies et destinations
| Compagnies                    | Destinations | Refs   |
| ----------------------------- | --- | ------ |
| Aer Lingus                    | Dublin, Manchester, Shannon | [ 6 ]  |
| Aeroméxico                    | Mexico-B. Juárez | [ 7 ]  |
| Air Canada Express            | Montréal (P.-E.-Trudeau), Toronto (Pearson) |        |
| Air China                     | Pékin-Capitale | [ 8 ]  |
| Air Europa                    | Madrid-Barajas | [ 9 ]  |
| Air France                    | Paris-Charles de Gaulle |        |
| Air India                     | Bombay-Chhatrapati-Shivaji, Delhi-Indira Gandhi |        |
| Air New Zealand               | Auckland |        |
| Air Sénégal                   | Dakar-B. Diagne |        |
| Air Serbia                    | Belgrade-Nikola-Tesla | [ 10 ] |
| Alaska Airlines               | Portland, San Diego, San Francisco, Seattle-Tacoma En saison : Anchorage-T.-Stevens, Palm Springs, Puerto Vallarta |        |
| All Nippon Airways            | Tokyo-Haneda |        |
| American Airlines             | - Austin-Bergstrom, - Barcelone-El Prat, - Buenos Aires-Ezeiza , - Cancún, - Charlotte Amalie - Cyril E. King, - Charlotte-Douglas, - Chicago-O'Hare, - Dallas-Fort Worth, - Delhi-Indira Gandhi, - Georgetown-Cheddi Jagan, - Hamilton-L.F. Wade, - Londres-Heathrow, - Los Angeles, - Madrid-Barajas, - Mexico-B. Juárez, - Miami, - Milan-Malpensa, - Montego Bay-Donald Sangster, - Paris-Charles de Gaulle, - Phoenix-Sky Harbor, - Punta Cana, - Saint John's-V. C. Bird, - San Francisco, - São Paulo/Guarulhos, - Tel Aviv - Ben Gourion, - Tokyo-Haneda En saison : - Athènes E.-Venizélos, - Bridgetown-Grantley-Adams, - Providenciales, - Rio de Janeiro/Galeão, - Rome Léonard-de-Vinci/Fiumicino, - Saint-Christophe-et-Niévès, - Sainte Lucie-Hewanorra, - Saint-Martin - Princesse-Juliana, - Saint-Vincent-Argyle, - Vail (comté d'Eagle) |        |
| American Eagle                | - Boston Logan, - Cincinnati-Northern Kentucky, - Cleveland-Hopkins, - John Glenn Columbus, - Indianapolis, - Nashville, - Norfolk, - Pittsburgh, - Raleigh-Durham, - Toronto (Pearson), - Washington-Reagan, - Worcester (en) | [ 12 ] |
| Asiana Airlines               | Séoul-Incheon | [ 13 ] |
| Austrian Airlines             | Vienne-Schwechat | [ 14 ] |
| Avianca                       | Bogota-El Dorado, Carthagène-R. Núñez, Medellín-J. M. Córdova En saison : Cali-Alfonso-Bonilla-Aragón, Pereira Matecaña |        |
| Avianca Costa Rica            | San José-J. Santamaría En saison : San Pedro Sula-R. V. Morales |        |
| Avianca Ecuador               | Guayaquil-J. J.-Olmedo, Quito-M. Sucre |        |
| Avianca El Salvador           | Guatemala-La Aurora, San Salvador-M. O. A. Romero y Galdámez | [ 15 ] |
| Azores Airlines               | Madère-C. Ronaldo, Ponta Delgada-Jean Paul II, Porto-F. Sá-Carneiro En saison : Terceira-Lajes |        |
| British Airways               | Londres-Gatwick, Londres-Heathrow | [ 16 ] |
| Brussels Airlines             | Bruxelles-National | [ 18 ] |
| Cape Air                      | Saranac Lake (Adirondack) (en) En saison : Barnstable (Hyannis) (en), Martha's Vineyard (en), Nantucket Memorial (en) | [ 19 ] |
| Caribbean Airlines            | - Georgetown-Cheddi Jagan, - Kingston-N. Manley, - Montego Bay-Donald Sangster, - Port-d'Espagne - Piarco, - Saint-Vincent-Argyle, - Tobago | [ 20 ] |
| Cathay Pacific                | Hong Kong | [ 21 ] |
| Cayman Airways                | Grand Cayman-O. Roberts | [ 22 ] |
| China Airlines                | Taïwan-Taoyuan | [ 23 ] |
| China Eastern Airlines        | Shanghai-Pudong | [ 24 ] |
| China Southern Airlines       | Canton-Baiyun |        |
| Condor                        | Francfort |        |
| Copa Airlines                 | Panama-Tocumen | [ 25 ] |
| Delta Air Lines               | - Accra-Kotoka, - Amsterdam, - Aruba-Reine-Beatrix, - Atlanta H.-Jackson, - Austin-Bergstrom, - Barcelone-El Prat, - Bogota-El Dorado, - Boston Logan, - Bridgetown-Grantley-Adams, - Cancún, - Dakar-B. Diagne, - Dallas-Fort Worth, - Denver, - Détroit, - Dublin, - Fort Lauderdale-Hollywood, - Fort Myers, - Francfort, - Hamilton-L.F. Wade, - Honolulu, - La Nouvelle-Orléans-L. Armstrong, - Las Vegas-Harry-Reid, - Lisbonne-H. Delgado, - Londres-Heathrow, - Los Angeles, - Madrid-Barajas, - Mexico-B. Juárez, - Miami, - Milan-Malpensa, - Minneapolis-Saint-Paul, - Montego Bay-Donald Sangster, - Nashville, - Nassau L. Pindling, - Orlando, - Palm Beach, - Paris-Charles de Gaulle, - Phoenix-Sky Harbor, - Portland, - Punta Cana, - Rome Léonard-de-Vinci/Fiumicino, - Saint-Domingue Las Américas, - Saint-Martin - Princesse-Juliana, - Salt Lake City, - San Antonio, - San Diego, - San Francisco, - San Juan - Luis-Muñoz-Marín, - Santiago - Cibao, - São Paulo/Guarulhos, - Seattle-Tacoma, - Tampa, - Tel Aviv - Ben Gourion, - Zurich En saison : - Athènes E.-Venizélos, - Berlin-Brandebourg, - Bozeman Yellowstone (en), - Bruxelles-National, - Buenos Aires-Ezeiza, - Charlotte Amalie - Cyril E. King, - Copenhague-Kastrup, - Édimbourg, - Genève-Cointrin, - Lagos-Murtala Muhammed, - Londres-Gatwick, - Los Cabos, - Munich-F. J. Strauß, - Naples-Capodichino, - Nice-Côte d'Azur, - Prague-Václav-Havel, - Providenciales, - Reykjavik-Keflavík, - Rio de Janeiro/Galeão, - Saint-Christophe-et-Niévès, - Saint John's-V. C. Bird, - Shannon, - Stockholm-Arlanda, - Venise - Marco Polo |        |
| Delta Connection              | - Baltimore-T. Marshall, - Bangor, - Boston Logan, - Buffalo-Niagara, - Burlington, - Charleston, - Charlotte-Douglas, - Chicago-O'Hare, - Cincinnati-Northern Kentucky, - Cleveland-Hopkins, - John Glenn Columbus, - Détroit, - Indianapolis, - Ithaca (comté de Tompkins), - Jacksonville, - Kansas City, - Milwaukee-General Mitchell, - Montréal (P.-E.-Trudeau), - Nashville, - Norfolk, - Pittsburgh, - Portland (Maine), - Raleigh-Durham, - Richmond-Byrd Field, - Rochester (État de New York), - Savannah, - Syracuse-Hancock, - Toronto (Pearson), - Washington-Dulles, - Washington-Reagan En saison : Martha's Vineyard (en), Nantucket Memorial (en) | [ 26 ] |
| EgyptAir                      | Le Caire | [ 27 ] |
| El Al                         | Tel Aviv - Ben Gourion | [ 28 ] |
| Emirates                      | Dubaï, Milan-Malpensa | [ 29 ] |
| Ethiopian Airlines            | Abidjan-F.-H.-Boigny, Addis-Abeba Bole |        |
| Etihad Airways                | Abou Dabi | [ 30 ] |
| EVA Air                       | Taïwan-Taoyuan | [ 31 ] |
| Finnair                       | Helsinki-Vantaa |        |
| Flair Airlines                | En saison : Toronto (Pearson) |        |
| Frontier Airlines             | Atlanta H.-Jackson, Las Vegas-Harry-Reid, San Juan - Luis-Muñoz-Marín |        |
| Hawaiian Airlines             | Honolulu | [ 33 ] |
| HiSky                         | Bucarest-H. Coandă |        |
| Iberia                        | Madrid-Barajas | [ 34 ] |
| Icelandair                    | Reykjavik-Keflavík | [ 35 ] |
| ITA Airways                   | Rome Léonard-de-Vinci/Fiumicino |        |
| Japan Airlines                | Tokyo-Haneda | [ 36 ] |
| JetBlue                       | - Aguadilla, - Amsterdam, - Aruba-Reine-Beatrix, - Atlanta H.-Jackson, - Austin-Bergstrom, - Belize City-P. S. W. Goldson, - Bonaire-Flamingo, - Boston Logan, - Bridgetown-Grantley-Adams, - Buffalo-Niagara, - Burbank-Hollywood, - Cancún, - Carthagène-R. Núñez, - Charleston, - Chicago-O'Hare, - Curaçao, - Denver, - Fort Lauderdale-Hollywood, - Fort Myers, - Georgetown-Cheddi Jagan, - Grand Cayman-O. Roberts, - Guatemala-La Aurora, - Guayaquil-J. J.-Olmedo, - Houston-George Bush, - Jacksonville, - Kingston-N. Manley, - La Nouvelle-Orléans-L. Armstrong, - Las Vegas-Harry-Reid, - Liberia-D.-Oduber, - Londres-Heathrow, - Los Angeles, - Los Cabos, - Miami, - Montego Bay-Donald Sangster, - Nashville, - Nassau L. Pindling, - Orlando, - Palm Beach, - Paris-Charles de Gaulle, - Phoenix-Sky Harbor, - Port-au-Prince T. Louverture, - Port-d'Espagne - Piarco, - Portland, - Providenciales, - Puerto Plata - Gregorio Luperón, - Punta Cana, - Raleigh-Durham, - Rochester (État de New York), - Saint-Christophe-et-Niévès, - Saint-Domingue Las Américas, - Saint-Georges - Maurice-Bishop, - Saint John's-V. C. Bird, - Saint-Martin - Princesse-Juliana, - Saint-Vincent-Argyle, - Sainte Lucie-Hewanorra, - Salt Lake City, - San Antonio, - San Diego, - San Francisco, - San José (Californie), - San José-J. Santamaría, - San Juan - Luis-Muñoz-Marín, - Santiago - Cibao, - Sarasota-Bradenton, - Savannah, - Seattle-Tacoma, - Syracuse-Hancock, - Tampa, - Tulum, - Vancouver, - Washington-Reagan En saison : - Albuquerque, - Barnstable (Hyannis) (en), - Bozeman Yellowstone (en), - Dublin, - Édimbourg, - Guadeloupe - Maryse Condé, - Hamilton-L.F. Wade, - Londres-Gatwick, - Martha's Vineyard (en), - Milwaukee-General Mitchell, - Montrose (en), - Nantucket Memorial (en), - Ontario, - Palm Springs, - Portland (Maine), - Reno-Tahoe, - Sacramento | [ 37 ] |
| Kenya Airways                 | Nairobi-J. Kenyatta | [ 38 ] |
| KLM                           | Amsterdam | [ 39 ] |
| Korean Air                    | Séoul-Incheon | [ 40 ] |
| Kuwait Airways                | Koweït | [ 41 ] |
| LATAM Brasil                  | São Paulo/Guarulhos | [ 42 ] |
| LATAM Chile                   | Santiago du Chili-A.-M.-Benítez | [ 42 ] |
| LATAM Perú                    | Lima-J. Chávez |        |
| Level                         | Barcelone-El Prat | [ 43 ] |
| LOT Polish Airlines           | Varsovie-Chopin |        |
| Lufthansa                     | Francfort, Munich-F. J. Strauß | [ 44 ] |
| Neos                          | Milan-Malpensa En saison : Palerme Falcone-Borsellino |        |
| Norse Atlantic Airways        | Berlin-Brandebourg, Londres-Gatwick, Paris-Charles de Gaulle En saison : Athènes E.-Venizélos, Oslo-Gardermoen, Rome Léonard-de-Vinci/Fiumicino |        |
| Philippine Airlines           | Manille-N. Aquino | [ 45 ] |
| Qantas                        | Auckland, Sydney-K. Smith | [ 46 ] |
| Qatar Airways                 | Doha-Hamad | [ 47 ] |
| Royal Air Maroc               | Casablanca-Mohammed-V | [ 48 ] |
| Royal Jordanian               | Amman-Reine-Alia | [ 49 ] |
| Saudia                        | Djeddah - Roi-Abdelaziz, Riyad-roi Khaled | [ 50 ] |
| Scandinavian Airlines         | Copenhague-Kastrup |        |
| Singapore Airlines            | Francfort, Singapour-Changi | [ 51 ] |
| Sun Country Airlines          | En saison : Minneapolis-Saint-Paul |        |
| Swiss International Air Lines | Genève-Cointrin, Zurich | [ 52 ] |
| TAP Air Portugal              | Lisbonne-H. Delgado | [ 53 ] |
| Turkish Airlines              | Istanbul | [ 54 ] |
| Uzbekistan Airways            | Tachkent | [ 55 ] |
| Virgin Atlantic               | Londres-Heathrow, Manchester | [ 56 ] |
| Viva Aerobus                  | Mexico-B. Juárez | [ 57 ] |
| Volaris                       | Guadalajara-M. Hidalgo y Costilla | [ 58 ] |
| Volaris El Salvador           | San Salvador-M. O. A. Romero y Galdámez |        |
| WestJet                       | Calgary | [ 59 ] |
| XiamenAir                     | Fuzhou-Chánglè | [ 60 ] |

Édité le 09/12/2020  Actualisé le 20/07/2024

## Trafic et statistiques
En 2009, 45 915 069 passagers ont transité à JFK. Ils furent 50 413 204 en 2013.

### En graphique
Le graphique qui aurait dû être présenté ici ne peut pas être affiché car il utilise l'ancienne extension Graph, désactivée pour des questions de sécurité. Des indications pour créer un nouveau graphique avec la nouvelle extension Chart sont disponibles ici.

Voir la requête brute et les sources sur Wikidata.

#### Zoom sur l'impact du Covid de 2019-2020
Le graphique qui aurait dû être présenté ici ne peut pas être affiché car il utilise l'ancienne extension Graph, désactivée pour des questions de sécurité. Des indications pour créer un nouveau graphique avec la nouvelle extension Chart sont disponibles ici.

Voir la requête brute et les sources sur Wikidata.

### En tableau
| Rang | Aéroport                                     | Passagers | Principaux transporteurs                                          |
| ---- | -------------------------------------------- | --------- | ----------------------------------------------------------------- |
| 1    | Londres Heathrow, Royaume-Uni                | 2 932 530 | American, British Airways, Delta, Kuwait Airways, Virgin Atlantic |
| 2    | Paris-Charles de Gaulle, France              | 1 348 769 | Air France, American, Delta, XL Airways France                    |
| 3    | Santiago de los Caballeros, Rép. dominicaine | 766 931   | Delta, JetBlue                                                    |
| 4    | Francfort, Allemagne                         | 751 527   | Delta, Lufthansa, Singapore Airlines                              |
| 5    | Saint-Domingue, Rép. dominicaine             | 749 451   | Delta, JetBlue                                                    |
| 6    | Madrid, Espagne                              | 663 374   | Air Europa, American, Delta, Iberia                               |
| 7    | Tel Aviv, Israël                             | 646 501   | Delta, El Al                                                      |
| 8    | Rome-Fiumicino, Italie                       | 601 354   | Alitalia, American, Delta                                         |
| 9    | São Paulo, Brésil                            | 599 284   | American, Delta, TAM                                              |
| 10   | Bruxelles-National,                          | 593 015   | Brussels Airlines, Delta Air Lines, American Airlines             |

| Rang | Aéroport                    | Passagers | Principaux transporteurs                         |
| ---- | --------------------------- | --------- | ------------------------------------------------ |
| 1    | Los Angeles, Californie     | 1 550 000 | American, Delta, JetBlue, United, Virgin America |
| 2    | San Francisco, Californie   | 1 091 000 | American, Delta, JetBlue, United, Virgin America |
| 3    | Orlando, Floride            | 706 000   | American, Delta, JetBlue                         |
| 4    | San Juan, Puerto Rico       | 629 000   | American, Delta, JetBlue                         |
| 5    | Las Vegas, Nevada           | 533 000   | American, Delta, JetBlue, Virgin America         |
| 6    | Boston, Massachusetts       | 516 000   | American, Delta, JetBlue                         |
| 7    | Miami, Floride              | 491 000   | American, Delta                                  |
| 8    | Fort Lauderdale, Floride    | 478 000   | American, Delta, JetBlue, Virgin America         |
| 9    | Charlotte, Caroline du Nord | 353 000   | Delta, JetBlue, US Airways                       |
| 10   | Tampa, Floride              | 320 000   | American, Delta, Jet Blue                        |

## Projets
Le 4 janvier 2017, le bureau du gouverneur de New York, Andrew Cuomo, a annoncé un plan de rénovation de l'aéroport pour un coût de 7 à 10 milliards de dollars. Le panel consultatif sur le plan directeur de l'aéroport avait indiqué que JFK, classé 59e parmi les 100 meilleurs aéroports du monde par Skytrax , devrait connaître de graves contraintes de capacité en raison d'une utilisation accrue.  L'aéroport devait desservir environ 75 millions de passagers par an en 2020 et 100 millions d'ici 2050, contre 60 millions lorsque le rapport a été publié.  Le groupe spécial a formulé plusieurs recommandations, notamment l'agrandissement des nouveaux terminaux, la relocalisation d'anciens terminaux, la reconfiguration des bretelles d'autoroute et l'augmentation du nombre de voies sur l'autoroute Van Wyck, l'allongement des rames AirTrain JFK ou la connexion de la ligne au système de transport de New York et la reconstruction de la gare de Jamaïque avec des liaisons directes avec la Long Island Rail Road et le métro de New York.  Aucune date de début n'a été proposée pour le projet. En juillet 2017, le bureau de Cuomo a commencé à accepter des propositions de plans directeurs pour rénover l'aéroport. 

### Ajout de deux terminaux internationaux
En octobre 2018, Cuomo a publié les détails d'un plan de 13 milliards de dollars pour reconstruire les installations et les approches des passagers de l'aéroport JFK. Deux nouveaux terminaux internationaux seraient ajoutés. L'un des terminaux, une structure de 7 milliards de dollars à 23 portes remplaçant les terminaux 1 et 2 (et l'espace libre du terminal 3) et se connectant au terminal 4, serait financé et construit par un partenariat entre le Munich Airport Group, Lufthansa , Air France , Korean Air et Japan Airlines .  L'autre terminal, un nouveau terminal 6 d'un coût de 3 milliards de dollars, serait développé par un consortium comprenant JetBlue, RXR Realty et Vantage Airport Group connu sous le nom de JFK Millennium Partners, et remplacera le terminal 7 et l'espace vacant du terminal 6, et se connecterait au terminal 5. Le terminal 8 resterait un terminal séparé exploitant les vols d'American Airlines et Oneworld.

### Ajout de voitures aux rames AirTrain
La refonte de JFK inclura l'ajout de voitures aux rames AirTrain 

### Élargissement des bretelles de raccordement
L'élargissement des bretelles de raccordement entre l'autoroute Van Wyck et l'autoroute Grand Central Parkway à Kew Gardens.

### Ajout d'une voie dans chaque direction
Ajout d'une voie dans chaque direction au Van Wyck, pour un coût combiné de 1,5 milliard de dollars.
S'il est approuvé, la construction devrait commencer en 2020. Selon le plan, les premières portes s'ouvriraient en 2023 et le projet serait achevé en 2025. 

### Rénovation du Terminal 8
Le 7 janvier 2020, la construction a commencé pour agrandir et améliorer le terminal 8, qui dessert principalement American Airlines ainsi que certains membres de Oneworld. Après la construction, British Airways et Iberia emménageront dans le terminal 8. Cette construction sera la première phase d'un plan global de rénovation de l'aéroport JFK.

### références
1. ↑  Aéroport JFK à New York
2. ↑  « Idlewild Is Rededicated as John F. Kennedy Airport; IDLEWILD NAMED KENNEDY AIRPORT Honor for the City », sur Nytimes.com, 25 décembre 1963 (consulté le 28 juin 2020).
3. ↑  (fr) « Vol réussi pour deux Airbus A380 », sur www.lexpress.fr, 19 mars 2007 (consulté le 6 juin 2010).
4. ↑  (fr) « A380 : Emirates a lancé la liaison directe Dubaï-New York », sur www.ladepeche.fr, 1er août 2008 (consulté le 6 juin 2010).
5. ↑  (en) « North America - Winners 2008 », sur www.worldtravelawards.com, novembre 2008 (consulté le 6 juin 2010).
6. ↑  « Timetables », sur Aer Lingus (consulté le 2 septembre 2020)
7. ↑  « Flight Schedule », Aeroméxico (consulté le 5 août 2018)
8. ↑  « Flight Timetable » (consulté le 5 août 2018)
9. ↑  « Air Europa Map » [archive du 5 août 2018] (consulté le 5 août 2018)
10. ↑  « Flight Schedule | Timetable » (consulté le 5 août 2018)
11. ↑  https://www.routesonline.com/news/38/airlineroute/294021/american-airlines-nw20-intercontinental-operations-as-of-27sep20/?highlight=American%20rio
12. ↑  « Flight schedules and notifications » (consulté le 5 août 2018)
13. ↑  « Routes of Service » [archive du 17 mars 2018] (consulté le 5 août 2018)
14. ↑  « Austrian Timetable », Austrian Airlines
15. ↑  « Check itineraries » (consulté le 5 août 2018)
16. ↑  « Timetables », British Airways
17. ↑  « brussels airlines reprend le Luanda / New York service in Feb 2021 », Routes Online, octobre 2020 (consulté le 6 octobre 2020)
18. ↑  « Timetable | Brussels Airlines » (consulté le 5 août 2018)
19. ↑  (en) « Service from Nantucket, Martha's Vineyard and Hyannis to JFK Goes Year-Round and with Daily Flights », sur capeair.com, 29 juillet 2019 (consulté le 7 août 2019)
20. ↑  « Caribbean Airlines Route Map » (consulté le 5 août 2018)
21. ↑  « Flight Timetable », Cathay Pacific
22. ↑  « Flight Schedule » (consulté le 5 août 2018)
23. ↑  « Timetable | China Airlines » (consulté le 5 août 2018)
24. ↑  « Schedules and Timetable » [CA/Static pages/SchedulesTimetables.html archive du 23 juin 2018], China Eastern Airlines (consulté le 5 août 2018)
25. ↑  « Flight Schedule », Copa Airlines
26. ↑  « FLIGHT SCHEDULES » (consulté le 5 août 2018)
27. ↑  « EGYPTAIR - Timetable » (consulté le 5 août 2018)
28. ↑  « Flight Schedule », El Al
29. ↑  « Flight Schedules », Emirates
30. ↑  « Flight Timetables », Etihad Airways
31. ↑  « Timetables and Downlaods », EVA Air
32. ↑  « Finnair flight timetable » (consulté le 5 août 2018)
33. ↑  « Destinations » (consulté le 5 août 2018)
34. ↑  « Flight times - Iberia » (consulté le 5 août 2018)
35. ↑  « Flight Schedule », Icelandair
36. ↑  « Japan Airlines Timetables » (consulté le 5 août 2018)
37. ↑  « JetBlue Airlines Timetable » (consulté le 5 août 2018)
38. ↑  « Kenya Airways Nov 2020 International Operations as of 19OCT20 », Airlineroute, 20 octobre 2020 (consulté le 20 octobre 2020)
39. ↑  « View the Timetable », KLM
40. ↑  « Flight Status and Schedules », Korean Air
41. ↑  « Flight Map » (consulté le 5 août 2018)
42. 1 2  « Flight Status - LATAM Airlines » (consulté le 5 août 2018)
43. ↑  « LEVEL, book direct flights and cheap flight tickets », sur www.flylevel.com
44. ↑  « Timetable - Lufthansa Canada », Lufthansa
45. ↑  « Flight Timetable » (consulté le 5 août 2018)
46. ↑  « Qantas Timetables » (consulté le 5 août 2018)
47. ↑  « Flight timetable » (consulté le 5 août 2018)
48. ↑  « Flight Schedules » (consulté le 5 août 2018)
49. ↑  « Route Map » [map archive du 5 août 2018], Royal Jordanian Airlines (consulté le 5 août 2018)
50. ↑  « Flight Schedule » (consulté le 5 août 2018)
51. ↑  « Flight schedules » (consulté le 5 août 2018)
52. ↑  « Timetable » (consulté le 5 août 2018)
53. ↑  « All Destinations », TAP Portugal
54. ↑  « Online Flight Schedule », Turkish Airlines
55. ↑  « Uzbekistan Airways to Increase Tashkent New York JFK Frequency in Early avril 2019 » (consulté le 6 août 2019)
56. ↑  « Interactive flight map » [archive du 24 avril 2018] (consulté le 5 août 2018)
57. ↑  « Our Destination | VivaAerobus » (consulté le 5 août 2018)
58. ↑  « Volaris Flight Schedule » (consulté le 5 août 2018)
59. ↑  « Flight schedules » (consulté le 5 août 2018)
60. ↑  « Xiamen Flight Schedule & Timetable » (consulté le 5 août 2018)
61. ↑  (en) Département des Transports des États-Unis, « "U.S. International Air Passenger and Freight Statistics Report" » [PDF], 2013 (consulté le 4 octobre 2014).